# Derocheilocarididae
Derocheilocarididae is een familie van kreeftachtigen uit de klasse van de Ichthyostraca.

## Geslachten
- Ctenocheilocaris Renaud-Mornant, 1976
- Derocheilocaris Pennak & Zinn, 1943